# Locustdale
Locustdale est une census-designated place située dans les comtés de Columbia et Schuylkill, dans le Commonwealth de Pennsylvanie, aux États-Unis. Sa population s’élevait à 177 habitants lors du recensement de 2010.

## Source
- (en) Cet article est partiellement ou en totalité issu de l’article de Wikipédia en anglais intitulé « Locustdale, Pennsylvania » (voir la liste des auteurs).